# Ministério da Habitação
O Ministério da Habitação (MH) foi um efémero departamento do Governo da República Portuguesa, que existiu, apenas, entre 1975 e 1978. O ministério era responsável pela execução da política de habitação e de planeamento urbano do Governo.
O MHUC resultou da cisão, em três ministérios separados, do anterior Ministério do Equipamento Social e do Ambiente. Em 1978 o MHUC foi fundido com o Ministério das Obras Públicas, dando origem ao Ministério da Habitação e Obras Públicas e em 2023 voltou a ser um ministério.

## Titular
| Período     | Ministro         | Governo                      |
| ----------- | ---------------- | ---------------------------- |
| 1975 – 1978 | Eduardo Pereira  | VI Governo Provisório        |
| 1975 – 1978 | Eduardo Pereira  | I Governo Constitucional     |
| 2023 - 2024 | Marina Gonçalves | XXIII Governo Constitucional |